# فایومایل لندینگ (آریزونا)
فایومایل لندینگ (به انگلیسی: Fivemile Landing) یک منطقهٔ مسکونی در ایالات متحده آمریکا است که در آریزونا واقع شده‌است. فایومایل لندینگ ۱۴۱ متر بالاتر از سطح دریا واقع شده‌است.